# Alcyonidium simulatum
Alcyonidium simulatum är en mossdjursart som beskrevs av Porter och Hayward 2004. Alcyonidium simulatum ingår i släktet Alcyonidium och familjen Alcyonidiidae. Inga underarter finns listade i Catalogue of Life.